# Z26
Lo Z26 fu un cacciatorpediniere della Kriegsmarine tedesca, quarta unità della classe Zerstörer 1936A ed entrato in servizio nel gennaio 1941.
Attivo durante la seconda guerra mondiale, il cacciatorpediniere operò brevemente nel mar Baltico prima di trasferirsi nel nord della Norvegia per operare contro i "convogli artici" diretti verso il nord della Russia. Il 29 marzo 1942, mentre operava nelle acque del Mare di Barents contro il convoglio PQ13, il cacciatorpediniere venne affondato durante un confuso scontro con unità navali britanniche.

## Storia
La nave fu ordinata alla ditta di costruzioni AG Weser il 23 aprile 1938 e quindi impostata nei cantieri navali di Brema il 1º aprile 1939; l'unità fu varata il 2 aprile 1940 con la designazione di Z26, per poi entrare ufficialmente in servizio il 9 gennaio 1941. Il cacciatorpediniere fu quindi assegnato alle forze di scorta della "Flotta del Mar Baltico", una formazione temporanea della Kriegsmarine costruita attorno alla nave da battaglia Tirpitz in vista delle operazioni belliche della Germania nazista contro l'Unione Sovietica, iniziate nel giugno 1941; tra il 23 e il 29 settembre la formazione portò a termine una sortita nelle acque delle isole Åland per prevenire una possibile fuoriuscita della Flotta del Baltico sovietica dalle sue basi nel Golfo di Finlandia.
Il 9 novembre 1941 lo Z26 salpò in coppia con il gemello Z24 per dirigere alla volta del nord della Norvegia; mentre la nave era in sosta a Tromsø, la pompa di lubrificazione della turbina a bassa pressione di dritta si ruppe, distruggendo le pale dell'elica. Completate le riparazioni per il successivo 14 dicembre, la nave si unì all'8ª Flottiglia cacciatorpediniere (8. Zerstörerflottile) nella base avanzata di Kirkenes; qui, ancora una volta, un'altra pompa di lubrificazione della nave si ruppe, impedendole così di partecipare alla pianificata sortita della flottiglia al largo della costa di Murmansk. Ancora afflitto da problemi all'apparato motore, lo Z26 salpò il 5 gennaio 1942 per rientrare in Germania e sottoporsi a un ciclo di lavori in cantiere. Terminate le riparazioni, il cacciatorpediniere scortò l'incrociatore pesante Admiral Hipper da Brunsbüttel a Trondheim, dove arrivò il 18 marzo; il seguito, lo Z26 scortò l'incrociatore pesante Admiral Scheer da Trondheim a Narvik, raggiungendo quindi Kirkenes il 27 marzo.
Il 28 marzo 1942 lo Z26, ora nave di bandiera del comandante della 8. Zerstörerflottile, Kapitän zur See Gottfried Pönitz, salpò dal Varangerfjord in squadra con i gemelli Z24 e Z25 nel tentativo di intercettare il convoglio nemico PQ13, in rotta dalla Gran Bretagna al nord della Russia. Più tardi quella stessa notte la formazione recuperò 61 naufraghi del mercantile britannico Empire Ranger, affondato in un attacco tedesco precedente, e in seguito mosse all'attacco del mercantile Bateau, rimasto separato dal convoglio: lo Z26 lo cannoneggiò con i suoi pezzi prima di dargli il colpo di grazia con un siluro, per poi recuperare sette naufraghi e riprendere la caccia al resto del convoglio. L'incrociatore leggero britannico HMS Trinidad, scortato dal cacciatorpediniere HMS Fury, avvistò le tre navi tedesche sul radar alle 08:49 del 29 marzo, venendo tuttavia a sua volta avvistato dai tedeschi quasi in contemporanea.
Nel bel mezzo di una tempesta di neve, entrambe le parti iniziarono quindi a spararsi a dosso quasi a bruciapelo da una distanza di meno di tre chilometri: il Trinidad prese di mira l'unità capofila della formazione tedesca, lo Z26 appunto, centrandola alla seconda salva dei suoi cannoni di prua; i proiettili britannici distrussero i due cannoni da 15 cm di prua dello Z26, danneggiarono la sala turbine di sinistra e appiccarono un vasto incendio. Insieme, i cacciatorpediniere tedeschi lanciarono 19 siluri contro l'incrociatore, che mancarono tutti il bersaglio dopo che il Trinidad ebbe virato, e lo colpirono due volte con i loro cannoni da 15 cm infliggendo però solo danni lievi. Entrambe le parti manovrarono per evitare i siluri, il che li costrinse a disimpegnarsi e separò accidentalmente lo Z26 dai suoi compagni. Il radar del Trinidad trovò il cacciatorpediniere, che procedeva danneggiato, e l'incrociatore cambiò rotta e aumentò la velocità per intercettarlo. L'unità britannica aprì il fuoco alle 09:17 a una distanza di 2.700 metri contro lo Z26 che manovrava disperatamente, sparando un totale di 37 salve dai suoi cannoni principali ma mettendo a segno solo tre colpi. Nel tentativo di finire il cacciatorpediniere gravemente danneggiato, il Trinidad gli lanciò contro una salva di tre siluri; solo uno degli ordigni riuscì a essere lanciato, mentre gli altri due siluri non riuscirono a uscire dai loro tubi a causa del ghiaccio. Una volta in acqua il siluro tuttavia ebbe un malfunzionamento, tornò indietro e colpì lo stesso Trinidad, immobilizzando l'incrociatore. Il cacciatorpediniere tedesco tentò di disimpegnarsi, ma il Fury, che non aveva ancora sparato un colpo durante la battaglia, si lanciò all'inseguimento.
Lo Z26 sfilò accanto a tre dei cacciatorpediniere di scorta al convoglio PQ13, ma solo le unità sovietiche Sokrušitel'nyj e Gremâŝij riuscirono a identificarlo correttamente e a sparargli contro con i loro cannoni; il cacciatorpediniere britannico HMS Eclipse scambiò l'unità tedesca per il Trinidad e non aprì il fuoco. Il Fury sparò due salve di artiglieria ai danni dell'Eclipse senza colpirlo, prima di rendersi conto dell'errore, invertire la rotta e diriger a prestare assistenza al danneggiato Trinidad; l'Eclipse prese quindi in carico la caccia all'unità tedesca, avvistando sul radar lo Z26 a una distanza di 3.700 metri. Il cacciatorpediniere britannico si avvicinò fino a una distanza di 730 metri prima di aprire il fuoco, e nonostante lo Z26 cercasse di proteggersi con una cortina fumogena fu in breve tempo colpito. Centrato da sei colpi di artiglieria, alle 10:20 lo Z26 accusò un calo di potenza nei suoi motori e uno sbandamento a sinistra con la poppa allagata. L'Eclipse manovrò per dare il colpo di grazia con il suo ultimo siluro, ma in quel momento la tempesta di neve cessò rivelando la posizione dell'unità britannica ai cacciatorpediniere Z24 e Z25, che si stavano avvicinando al luogo dello scontro: le unità tedesche aprirono il fuoco colpendo due volte l'Eclipse prima che potesse trovare riparo in una burrasca alle 10:35. I tedeschi non inseguirono il cacciatorpediniere britannico e si fermarono invece a soccorrere l'equipaggio del condannato Z26, traendo in salvo 88 membri del suo equipaggio prima che la nave colasse a picco; il sommergibile tedesco U-376 soccorse più tardi altri otto superstiti dello Z26, portando il conto finale delle vittime dell'equipaggio a 243.